# Podocarpus salignus
Podocarpus salignus — вид хвойних рослин родини подокарпових.

## Опис
Виростає до 20 м у висоту і 1 м в діаметрі, стовбур прямий і циліндричний, з червонувато-сірою корою.

## Поширення, екологія
Країни поширення: Чилі (Біобіо, Арауканія, Лос-Лагос, Мауле). Росте в середземноморському регіоні, часто близько до водотоків. Висотний діапазон становить від 10 до 1200 м.

## Використання
Цей вид не був широко використаний для деревини. Вид часто вирощують в країнах з помірним кліматом як декоративне дерево.

## Загрози та охорона
Населення було знижене, особливо в північній частині ареалу, через перетворення середовища проживання в комерційні лісові плантації і через дії вогню. Прибережні місця проживання, де вид колись був досить рясним, різко скоротилися в останні роки через зміну землекористування. Є дуже мало субпопуляцій на охоронних територіях.